# Cory Lopez
Cory Lopez es un surfista profesional nacido el 21 de marzo de 1977 en Dunedin, Florida, Estados Unidos. Lopey y Coreman son sus apodos en el circuito profesional.

## Carrera profesional
Cory y su hermano Shea comenzaron participando en pruebas de su Florida natal y a la edad de 15 años, Cory debutó en las WQS. En 1997 dio el salto al ASP World Tour y en 2001 llegó a la final en el mítico emplazamiento de Teahupoo, venciendo en la final a CJ Hobgood. Ese año terminó 3º, el mejor resultado de su carrera.
Es ya un veterano del circuito con 10 años a sus espaldas en el ASP World Tour. Sus ganancias en premios durante su carrera en el WCT son de 661,760$.

## Victorias
A continuación, el desglose, de sus victorias en los eventos de cada año:
- 2001

- Billabong Pro Teahupoo - Tahití